# آبشار گری مار تیل
آبشار گری مار تیل (به انگلیسی: Grey Mare's Tail) آبشاری است که در اسکاتلند واقع شده و ارتفاع کلی ریزشگاه آن ۶۰-متر (۲۰۰-فوت) است.